# Glenea leucospilota
Glenea leucospilota là một loài bọ cánh cứng trong họ Cerambycidae.